# RSA Battle House Tower
Der RSA Battle House Tower ist ein Wolkenkratzer in Mobile im US-Bundesstaat Alabama. Das Gebäude wurde 2007 fertiggestellt. Es befindet sich an der 11 North Water Street. Mit 227 Metern überragt es das RSA Bank Trust Gebäude als das höchste Gebäude in Mobile und den Wells Fargo Tower in Birmingham als höchstes Gebäude im Staat Alabama. Entlang der Golfküste ist es das höchste Gebäude außerhalb von Houston.

## Namensgebung
Das RSA Battle House verdankt seinen Namen zweier Umstände. Zum einen wurde Das Gebäude von Retirement Systems of Alabama in Auftrag gegeben und gekauft. Zum anderen übernahm das Gebäude den Namen des benachbarten Battle House Hotels, welches im Zuge des Bauprojekts komplett renoviert und in den neuen Komplex als Hotel mit einbezogen wurde.

## Bau
Im Juli 2001 wurde für Mobile ein 37-stöckiges, etwa 180 Meter hohes Gebäude angekündigt. Die Arbeiten des Gebäudes begannen am Wochenende des 7. Novembers 2003 mit den Fundamentarbeiten mit dem Aufgießen des Betons. Die Bodenplatte ist 7 Fuß (2,1 Meter) dick und befindet sich nur knapp über dem natürlichen Wasserspiegel Mobiles (1,5 Meter). Am 16. September 2006 wurde per Helikopter die letzte, 27 Meter hohe Spitze montiert. Das Gebäude erreichte somit seine Gesamthöhe. Die Fertigstellung verzögerte sich zusehends durch die Auswirkungen mehrere Hurrikans, darunter auch Hurrikan Katrina im Jahre 2005.

## Architektur
Der RSA Battle House Tower wurde von Thompson, Ventulett, Stainback & Associates, Inc. in Postmoderner Architektur entworfen. Es besitzt neben den 25 zu Bürozwecken genutzten Stockwerken auch eine 3-Stockwerke-Lobby, 4 Stockwerke als Hotel und ein Mechanikstockwerk. Dem Turm wurde bei den Bauarbeiten das Battle House Hotel integriert. An der „Krone“ befinden sich in der Farbe variierende Lichter, die bei klarer Sicht von bis zu 40 Kilometern zu sehen sind.

## Drehort
Teile des Thrillers The Prince – Only God Forgives (2014) wurden im RSA Battle House Tower gedreht.